# 自然遗产
自然遗产，根据《保护世界文化和自然遗产公约》（世界遗产公约）包括以下内容
- 构成这类结构群组成的自然面貌；
- 从科学或保护角度看具有突出的普遍价值的地质和自然地理结构以及明确划为受威胁的动物和植物生存区；
- 从科学、保护或自然美角度看具有突出的普遍价值的天然名胜或明确划分的自然区域。

## 范围
列入《世界遗产名录》的“自然遗产”必须符合下列情形一项或多项
- 代表地球演化历史中重要阶段的突出例证；

- 代表进行中的重要地质过程、生物演化过程以及人类与自然环境相互关系的突出例证；
- 独特、稀有或绝妙的自然现象、地貌或具有罕见自然美地域；
- 尚存的珍稀或濒危动植物栖息地。